# Marie Verra
Marie Verra, geborene Marie Wurm, verheiratete Marie Trotz, (1. April 1857 – 30. November 1896 in Stuttgart) war eine deutsche Theaterschauspielerin und Sängerin.

## Leben
Verra wirkte von 1882 bis 1887 als erste Operettensängerin am Gärtnerplatztheater in München. Von 1885 bis zu ihrem Tod war sie mit dem Schauspieler Hermann Trotz verheiratet.